# 博宾县
博宾县，缅甸德林达依省下辖的一个县。博宾是县治。

## 历史沿革
2022年4月30日，缅甸政府以高当县博宾镇区新设博宾县。

## 行政区划
博宾县下辖1镇区：
- 博宾镇区（Bokepyin Township）